# De Waakzaamheid
De Waakzaamheid en français : « La Vigilance » est une ancienne auberge de Koog aan de Zaan, aux Pays-Bas.

## Histoire
Le bâtiment, datant du XVIIe siècle, commence son activité d'auberge en 1626, alors sous le nom de « De Jong Prins » en français : « Le Jeune Prince ». Cette activité se poursuit sans discontinuer jusqu'en 2008, année de fermeture de l'établissement.
Le bâtiment accueillait également une discothèque, d'une capacité de 800 personnes, qui ferme après une dernière soirée de musique house, le 21 juin 2008.
En 2010, De Waakzaamheid connaît la renommée, en arrivant à la deuxième place du programme télévisé Het Mooiste Pand van Nederland (nl), version néerlandaise correspondant au Monument préféré des Français, derrière le Landgoed Rhederhof (nl).
Le bâtiment est reconnu comme monument national.

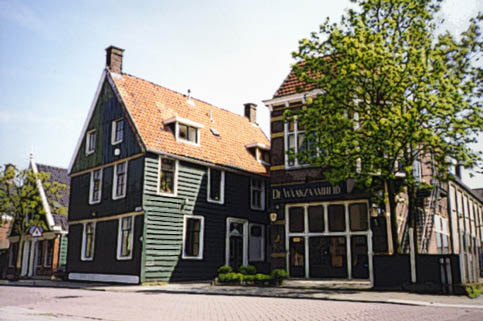
De Waakzaamheid en 1997
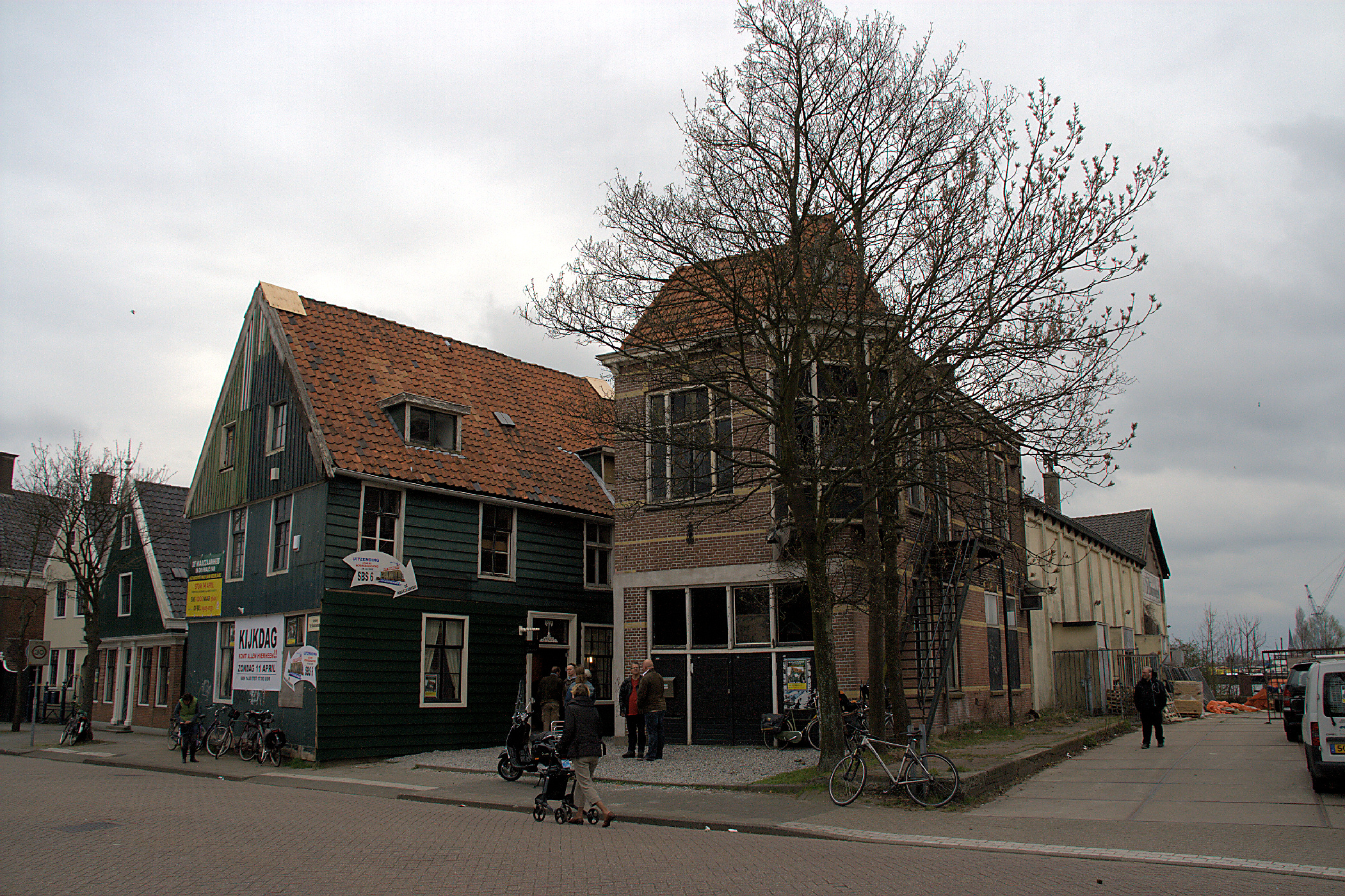
De Waakzaamheid en 2010